# 緋紅雙線䲁
緋紅雙線䲁（學名：Enneapterygius qirmiz），為輻鰭魚綱䲁形目三鰭䲁科雙線䲁屬的一個種，2012年，Wouter Holleman和Sergey V. Bogorodsky對其進行了描述，分布於西印度洋紅海、阿卡巴灣、葉門外海海域，深度0至9公尺，本魚體型小呈圓柱狀，眼眶上具有觸鬚，體呈紅色，雌雄雙方在第三和第四背鰭棘之間的背部均具有橢圓形黑素細胞斑塊，雄魚在第一背鰭前部呈深紅色並帶有金黃色斑點，後面有白色斑點，第二背鰭後下方的側面具有大的矩形黑素細胞斑塊和棕色色素，背鰭3個，第一背鰭與第二背鰭高度大致相同，背鰭硬棘15-16枚、背鰭軟條9枚、臀鰭硬棘1枚、臀鰭軟條17-18枚，體長可達1.7公分，棲息在珊瑚礁，雌魚產附著性卵在藻類築的巢，雄魚會守護卵，幼魚為浮游性，生活習性不明。